# Ahrbeck

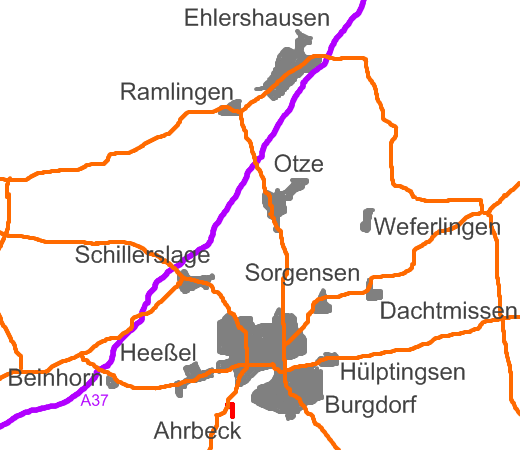
Lage von Ahrbeck in Burgdorf

Ahrbeck ist eine Ortslage der niedersächsischen Stadt Burgdorf, die etwa 15 Gebäude umfasst. Der knapp 1,5 Kilometer südwestlich der Kernstadt gelegene Ort grenzt im Westen an die Bundesstraße 443 und im Osten an die Bahnstrecke Lehrte–Celle. Verwaltungsrechtlich ist Ahrbeck kein eigener Stadtteil, sondern liegt auf Heeßeler Gebiet.
Erstmals urkundlich erwähnt wird Ahrbeck 1442 im Celler Vogtsregister, bis zum 17. Jahrhundert war es ein Lehen derer von Bortfeld. Nach dem Aussterben dieses Geschlechts fiel es an die Herren von Lüneburg und blieb bis zum 19. Jahrhundert in deren Besitz.
1623, während des Dreißigjährigen Kriegs, legten Burgdorfer Bürger vor ihrer Stadt Schanzen und weitere Befestigungsanlagen an, die bis Ahrbeck und Heeßel reichten. Der Heeßeler Teil dieser Anlagen wurde schon drei Jahre später wieder geschleift, der Ahrbecker Teil blieb dagegen bis 1817 bestehen. 1813 erscheint Ahrbeck in einer Statistik des Königreichs Westphalen als Weiler mit fünf Wohnhäusern und 50 Einwohnern, elf Jahre später sind noch vier Häuser bezeugt. Um 1860 wurde Ahrbeck mit Beinhorn und Heeßel verkoppelt. Die drei Orte hatten spätestens im 17. Jahrhundert bereits eine gemeinsame Bauerschaft gebildet.
Bis zu seiner Eingemeindung nach Heeßel 1929 war Ahrbeck eine selbstständige Gemeinde im Landkreis Burgdorf. 1974 kam es schließlich mit Heeßel zur Stadt Burgdorf.
Ahrbeck ist bis heute landwirtschaftlich geprägt. Den historischen Ortskern „grenzen massive Hofmauern und alter Baumbestand von der unmittelbar vorbeiführenden Bundesstraße ab“, wodurch sein „beschauliche[r] Charakter“ erhalten geblieben ist. Die drei Hofstellen mit den Postanschriften Alt Ahrbeck 1, 2 und 3 stehen als Baudenkmale unter Denkmalschutz. Die frühmittelalterliche Burg Heeßel, von der noch einige Erdwälle erhalten sind, liegt etwa 800 Meter von Ahrbeck entfernt am Weg nach Heeßel. Laut einem Lagerbuch des Amtes Burgdorf aus dem Jahr 1660 gehörte die Burg wohl zur Gemarkung Ahrbeck, die heute nicht mehr existiert.
In unmittelbarer Nähe liegt eine stillgelegte Kiesgrube, die seit 2002 von einem Angelverein gepachtet wird. Ein etwa 1,5 Hektar großes Wiesenstück zwischen Ahrbeck und der Burgdorfer Südstadt ist Eigentum des Naturschutzbundes und wird als Feuchtbiotop genutzt.